# ستيف هولمان
ستيف هولمان (بالإنجليزية: Steve Holman)‏ هو معلق رياضي أمريكي، ولد في 5 مارس 1954 م.